# Chrysocraspeda
Chrysocraspeda is een geslacht van vlinders van de familie spanners (Geometridae), uit de onderfamilie Sterrhinae.

## Soorten
- C. abdominalis (Herbulot, 1984)
- C. abhadraca Walker, 1861
- C. altegradia Prout, 1931
- C. ambolosy (Viette, 1978)
- C. ambrensis (Viette, 1970)
- C. anala (Viette, 1970)
- C. analiplaga Warren, 1907
- C. anamale (Viette, 1970)
- C. angulosa (Viette, 1970)
- C. anosibe (Viette, 1978)
- C. anthocroca (Prout, 1925)
- C. apicirubra (Prout, 1917)
- C. apseogramma (Prout, 1932)
- C. aurantibasis (Herbulot, 1970)
- C. aurimargo Warren, 1897
- C. auristigma Prout, 1918
- C. autarces Prout, 1938
- C. baderi Herbulot, 1987
- C. bradyspila (Prout, 1934)
- C. callichroa (Prout, 1934)
- C. callima Bethune-Baker, 1915
- C. cambogiodes Prout, 1916
- C. carioni (Viette, 1972)
- C. comptaria Swinhoe, 1902
- C. concentrica Warren, 1899
- C. conspicuaria Swinhoe, 1905
- C. corallina (Herbulot, 1970)
- C. cosymbia (Viette, 1984)
- C. croceomarginata Warren, 1896
- C. cruoraria Warren, 1897
- C. charites Oberthür, 1916
- C. dargei (Herbulot, 1978)
- C. definita (Prout, 1922)
- C. dinawa Bethune-Baker, 1916
- C. dollmani (Prout, 1932)
- C. doricaria Swinhoe, 1904
- C. dubiefi (Viette, 1978)
- C. dujardini (Viette, 1972)
- C. dysmothauma Prout, 1932
- C. eclipsis (Prout, 1932)
- C. elaeophragma Prout, 1917
- C. erythraria (Mabille, 1893)
- C. eumeles Turner, 1936
- C. euryodia Prout, 1918
- C. eutmeta Prout, 1916
- C. flavimacula Prout, 1916
- C. flavimedia Prout, 1916
- C. flavisparsa Prout, 1916
- C. fruhstorferi Prout, 1938
- C. fulviplaga Swinhoe, 1905
- C. gibbosa Warren, 1896
- C. gnamptoloma (Prout, 1925)
- C. herbuloti (Viette, 1970)
- C. heringi Prout, 1932
- C. hiaraka (Viette, 1978)
- C. hilaris (Warren, 1898)
- C. hyalotypa (Prout, 1932)
- C. ignita Warren, 1907
- C. indopurpurea Prout, 1916
- C. inundata Warren, 1898
- C. iole Swinhoe, 1892
- C. jabaina (Viette, 1978)
- C. kenricki (Prout, 1925)
- C. lakato (Viette, 1978)

- C. leighata Warren, 1904
- C. leucotoca Prout, 1938
- C. lilacina Warren, 1903
- C. lunulata Swinhoe, 1902
- C. madecassa (Viette, 1972)
- C. mitigata Walker, 1861
- C. moramanga (Viette, 1978)
- C. nasuta (Prout, 1934)
- C. neurina (Prout, 1934)
- C. nigribasalis Warren, 1909
- C. niobe (Viette, 1970)
- C. olearia Guenée, 1857
- C. ophthalmica (Viette, 1984)
- C. orana (Viette, 1978)
- C. orgalea Meyrick, 1897
- C. orthogramma (Prout, 1925)
- C. peristoecha (Prout, 1925)
- C. perpicta Warren, 1896
- C. phaedra Prout, 1918
- C. phanoptica (Prout, 1934)
- C. philoterpes Prout, 1938
- C. phrureta Prout, 1938
- C. planaria Swinhoe, 1904
- C. plumbeofusa Swinhoe, 1894
- C. polyniphes (Prout, 1925)
- C. praegriseata Warren, 1907
- C. ptolegenes (Viette, 1972)
- C. remutans Prout, 1938
- C. rosina Warren, 1898
- C. rothschildi Warren, 1903
- C. rubida (Swinhoe, 1904)
- C. rubripennis (Warren, 1898)
- C. sanguinea Warren, 1896
- C. saturniina (Viette, 1972)
- C. semiocellata Prout, 1916
- C. silvatica (Viette, 1970)
- C. sogai (Viette, 1970)
- C. sparsipuncta (Viette, 1970)
- C. subangulata Warren, 1896
- C. subdefinita (Viette, 1970)
- C. subminiosa (Prout, 1932)
- C. tantale (Viette, 1970)
- C. tricolora Bethune-Baker, 1915
- C. truncipennis Prout, 1938
- C. uncimargo Warren, 1907
- C. vadone (Viette, 1972)
- C. vitrata (Herbulot, 1965)
- C. vola (Viette, 1970)
- C. volutisignata (Prout, 1925)
- C. zaphleges (Prout, 1925)
- C. zearia Swinhoe, 1904
- C. zombensis (Prout, 1932)